# Karl Holstein (Industrieller)
Karl Holstein (* 8. März 1908 in Koblenz; † 12. Januar 1983 in Gelsenkirchen) war ein deutscher Industrieller.

## Lebensweg
Nach dem Besuch des Gymnasiums in Offenbach studierte er Rechtswissenschaften an den Universitäten Heidelberg (Mitglied des Corps Rhenania) und Frankfurt am Main, bestand 1930 das Referendarexamen und 1934 das Assessorexamen. Er wurde zunächst Richter am Amtsgericht Frankfurt und wirkte 1934 bis 1936 dort als Rechtsanwalt. 1936 wurde er Prokurist und Justitiar beim Verein Deutscher Tafelglashütten GmbH in Frankfurt. Während des Zweiten Weltkriegs (1940–1944) war er Militärverwaltungsrat beim Militärbefehlshaber Belgien-Nordfrankreich in Brüssel. 
1950 trat Karl Holstein als Vorsitzender des Vorstandes in die DELOG Deutsche Libbey-Owens-Gesellschaft für maschinelle Glasherstellung (später Flachglas AG), Gelsenkirchen, ein, der er bis 1968 angehörte. Er unterhielt in dieser Zeit enge Verbindungen nach Belgien und wurde 1954 zum königlich belgischen Honorarkonsul für den Regierungsbezirk Münster ernannt. 1967 bis 1969 war er Präsident und 1969 bis 1983 Vizepräsident der Deutsch-Belgisch-Luxemburgischen Handelskammer.
Daneben war er Vorsitzender des Aufsichtsrates der Unionglas AG (Fürth), stellvertretender Vorsitzender des Aufsichtsrates der Ersten Österreichischen Maschinenglasindustrie AG (EOMAG) in Brunn, stellvertretender Vorsitzender des Aufsichtsrates der Moosbrunner Glasfabrik AG in Moosbrunn (Österreich), Mitglied des Aufsichtsrates der Mitterberger Glashütten GmbH in Mitterberg (Österreich), Mitglied des Aufsichtsrates der Dahlbusch Bergbau AG (Gelsenkirchen), und Mitglied des Aufsichtsrates der Gelsenwasser AG (Gelsenkirchen). Er war Mitglied der Beiräte der Deutschen Bank und der Westdeutschen Landesbank, 1970 bis 1976 Präsident der Industrie- und Handelskammer Münster, 1975 bis 1976 Mitglied des Vorstandes der Vereinigung der Industrie- und Handelskammern Nordrhein-Westfalen und 1973 bis 1976 Mitglied des Vorstandes des Deutschen Industrie- und Handelstages, Bonn. Holstein war Stifter des Karl-Holstein-Preises für die jeweils jahrgangsbesten Lehrlinge.

## Auszeichnungen
Ausgezeichnet wurde Holstein unter anderem mit dem Großen Bundesverdienstkreuz (1968), dem belgischen Orden Commandeur de l’Ordre de Léopold II. (1969), der belgischen Medaille Civique premiere classe und der IHK-Plakette „Für Verdienste um die Wirtschaft“.
| Personendaten    | Personendaten           |
| ---------------- | ----------------------- |
| NAME             | Holstein, Karl          |
| KURZBESCHREIBUNG | deutscher Industrieller |
| GEBURTSDATUM     | 8. März 1908            |
| GEBURTSORT       | Koblenz                 |
| STERBEDATUM      | 12. Januar 1983         |
| STERBEORT        | Gelsenkirchen           |